# Кешлак-е Абд-оль-Карім
Кешлак-е Абд-оль-Карім (перс. قشلاق عبدالكريم) — село в Ірані, у дегестані Хондаб, у Центральному бахші, шагрестані Хондаб остану Марказі. За даними перепису 2006 року, його населення становило 275 осіб, що проживали у складі 50 сімей.

## Клімат
Середня річна температура становить 10,99 °C, середня максимальна – 29,17 °C, а середня мінімальна – -10,64 °C. Середня річна кількість опадів – 271 мм.
| Клімат поселення                              | Клімат поселення | Клімат поселення | Клімат поселення | Клімат поселення | Клімат поселення | Клімат поселення | Клімат поселення | Клімат поселення | Клімат поселення | Клімат поселення | Клімат поселення | Клімат поселення | Клімат поселення |
| Показник                                      | Січ.             | Лют.             | Бер.             | Квіт.            | Трав.            | Черв.            | Лип.             | Серп.            | Вер.             | Жовт.            | Лист.            | Груд.            |                  |
| Середній максимум, °C                         | 7,97             | 9,10             | 13,28            | 18,71            | 22,50            | 29,17            | 29,11            | 28,66            | 24,59            | 19,52            | 12,49            | 7,25             |                  |
| Середня температура, °C                       | −1,34            | −0,2             | 4,00             | 9,42             | 13,20            | 19,88            | 23,33            | 22,87            | 18,79            | 13,73            | 6,70             | 1,47             |                  |
| Середній мінімум, °C                          | −10,64           | −9,5             | −5,3             | 0,12             | 3,90             | 10,60            | 17,53            | 17,09            | 13,02            | 7,95             | 0,92             | −4,32            |                  |
| Норма опадів, мм                              | 41               | 33               | 48               | 37               | 37               | 9                | 1                | 1                | 1                | 5                | 23               | 35               |                  |
| Середньомісячна швидкість вітру, м/с          | 1.33             | 1.94             | 2.59             | 2.69             | 2.43             | 2.37             | 2.33             | 2.26             | 2.21             | 2.06             | 1.89             | 1.29             |                  |
| Середньомісячна сонячна радіація, кДж/м²·день | 9203             | 12382            | 14895            | 18244            | 22384            | 27061            | 26065            | 24069            | 21086            | 15577            | 10958            | 9049             |                  |
| --------------------------------------------- | ---------------- | ---------------- | ---------------- | ---------------- | ---------------- | ---------------- | ---------------- | ---------------- | ---------------- | ---------------- | ---------------- | ---------------- | ---------------- |
| Джерело:                                      |                  |                  |                  |                  |                  |                  |                  |                  |                  |                  |                  |                  |                  |